# Stazione di Takebashi
La Stazione di Takebashi (竹橋駅?, Takebashi-eki) è una stazione della Metropolitana di Tokyo, si trova nel quartiere di Chiyoda ed è una stazione della linea Tōzai. La stazione si trova direttamente sotto la sede del Mainichi Shimbun e nelle immediate vicinanze del Palazzo Imperiale di Tokyo. A pochi minuti a piedi si trovano inoltre il Museo Nazionale d'Arte Moderna e il Museo delle Scienze della Japan Science Foundation.